# Bénédicte Cambiagio Frassinello
Bénédicite Cambiagio Frassinello (Langasco, 2 octobre 1791 - Ronco Scrivia, 21 mars 1858) est une religieuse italienne fondatrice des bénédictines de la Providence et reconnue sainte par l'Église catholique.
Elle est fêtée le 21 mars.

## Biographie
En Bénédicte Cambiagio Frassinello, l'Église nous donne l'exemple d'une sainte qui fut à la fois épouse, religieuse et fondatrice. Elle se laissa conduire par l'Esprit à travers ses différentes expériences: celle du mariage, celle d'éducatrice et celle de la consécration religieuse jusqu'à créer un Institut qu'elle a dirigé, cas unique dans l'hagiographie chrétienne, avec la collaboration généreuse et discrète de son mari.
Bénédicte Cambiagio est née dans la région de Gênes en 1791. Ses parents lui donnent une profonde éducation chrétienne. À l'âge de 20 ans elle a une forte expérience intérieure qui fait grandir son amour pour la prière et la pénitence et son désir de tout abandonner pour se consacrer entièrement à Dieu. Mais ses parents s'opposent à ce projet et le 7 février 1816 elle se marie avec Jean Baptiste Frassinello.
Après deux ans de mariage marqués par un approfondissement spirituel des deux époux, ils décident d'un commun accord de vivre comme frère et sœur. Ils s'occupent alors d'une des sœurs de Bénédicte atteinte d'un cancer. Et tous les deux se vouent généreusement à l'accueil et à l'éducation humaine et chrétienne des jeunes filles pauvres et abandonnées. L'œuvre de Bénédicte s'insère dans la vie sociale de Pavie à un moment où l'institution scolaire est perçue comme véritable source de bien-être. Bénédicte est la première femme de la ville et de la région qui a compris ce besoin; elle unit à l'enseignement scolaire, la catéchèse et la formation au travail.
Son dévouement perpétuel grandit par sa ferveur eucharistique, par sa contemplation du Crucifié et par sa certitude que Dieu seul est son soutien et sa défense. Avec une confiance illimitée dans la bonté du Seigneur, elle s'abandonne à sa 'Providence aimante' et elle dit: "Lorsque Dieu veut une chose, il ne manque jamais d'accorder les moyens opportuns." Durant sa vie les expériences mystiques vont se multiplier particulièrement pendant les fêtes liturgiques sans néanmoins la détourner de ses engagements quotidiens.
À Ronco Scrivia elle fonde l'école pour les jeunes filles du peuple et l'Institut des “Sœurs Bénédictines de la Providence”, elle en écrit les Règlement et Constitution. Tout ceci révèle le développement de son charisme en étendant à toutes les jeunes filles l'éducation, l'instruction et la formation chrétienne ; L'institut se développe rapidement.
Le 21 mars 1858, Bénédicte meurt à Ronco Scrivia exactement au jour et à l'heure qu'elle avait prévu. Notons comment sa montée au ciel se fait sous les auspices de saint Benoît, car elle s'appelait Bénédicte, elle avait fondé des Bénédictines et elle meurt le jour de la fête de saint Benoît, plus exactement de son 'passage' glorieux au ciel.

## Béatification et canonisation
Bénédicte Cambiagio a été béatifiée le 10 mai 1987 et canonisée le 19 mai 2002, place Saint-Pierre, par saint Jean-Paul II.
Elle est commémorée le 21 mars selon le Martyrologe romain.